# Дворац Валентино
Дворац Валентино (итал. Castello del Valentino) историјска је грађевина у Торину, Италија. Налази се у Parco del Valentino и данас представља седиште Архитектонског факултета Политехничког Универзитета у Торину. Као једна од резиденција породице Савоја налази се на UNESCO-в списку места Светске баштине у Европи од 1997. године.

## Историја
Древни дворац купио је војвода Емануел Филиберт Савојски по савету Андрее Паладија. Име Валентино, које се први пут помиње 1275. године, изгледа да потиче од неког светитеља који се зове Валентин који је био веома поштован у цркви која се налази у близини.
Садашњи изглед замка устоличио се током владавине принцезе Кристин Мари од Француске (1606—1663), супруге Виктора Амадеуса I, која је овде владала од 1630. године. Архитекта Карло ди Кастеламонте значајно је реновирао дворац уз помоћ свог сина Амедеа. Радови на обнови почели су око 1633. године, а трајали до 1660. године.
Грађевина има облик потковице, са четири округле куле на сваком углу и широким унутрашњим предворјем поплочаним мермером. Плафони горњих спратова су у трансалпино стилу, а на фасади се налази велики грб династије Савоја.
Мање модификације на дворцу направљене су током 19. века; у то време је такође већи део намештаја из 17. века изнет из виле од стране француских трупа. У наредних пола века дворац је мање-више напуштен и био у лошем стању. Реновирање је извршено током 1860. године, када је ова грађевина изабрана за седиште Политехничког факултета у Торину.